# Benjamin Seidel
Benjamin Seidel (* 2. August 1991 in Berlin) ist ein deutscher Schauspieler und Synchronsprecher.

## Karriere
Seidel wirkte bisher in zahlreichen Kino- und Fernsehproduktionen mit. Unter anderem war er in den Kinofilmen Der Dolch des Batu-Khan und Das Haus der schlafenden Schönen zu sehen. In Fernsehfilmen wie Klinikum Berlin Mitte – Leben in Bereitschaft, Echte Männer, Was heißt hier Oma und Bezaubernde Nanny wirkte er mit sowie in Fernsehserien wie Dr. Sommerfeld – Neues vom Bülowbogen, Wie erziehe ich meine Eltern?, Die Wachmänner. Außerdem verkörperte Benjamin Seidel von 2006 bis 2007 die Rolle des Paul Ragowski in der Kinder- und Jugendserie Schloss Einstein. Neben seinen Tätigkeiten in Kino- und Fernsehproduktionen lieh er diversen Figuren aus internationalen Fernsehserien und -filmen sowie Hörspielen seine Stimme.
Im Sommer 2011 drehte er neben Max von Thun und Katharina Wackernagel eine der Hauptrollen in dem TV-Film Die Mongolettes – Wir wollen rocken!, produziert von der Askania Media Filmproduktion GmbH. Regie führt Florian Gärtner.
Er ist der Bruder von Maximilian und Karl Alexander Seidel.

## Filmografie

### Kino
- 1998: Helden wie wir
- 1999: Nick Knatterton – Der Film
- 2003: Der Dolch des Batu-Khan
- 2005: Das Haus der schlafenden Schönen

### Fernsehen
- 2000: Das Weibernest
- 2001: Dr. Sommerfeld – Neues vom Bülowbogen
- 2001: Vater braucht eine Frau
- 2001: Die Nacht, in der wirklich niemand Sex hatte
- 2002: Graslöwen
- 2002: Wie erziehe ich meine Eltern?
- 2002: Klinikum Berlin Mitte – Leben in Bereitschaft
- 2002: Echte Männer
- 2003: Körner&Köter
- 2003: Die Wachmänner
- 2003: Vorsicht-keine Engel!
- 2003: Comedy Kids
- 2004: Kika-Krimi
- 2004: Typisch Mann
- 2004: Was heißt hier Oma
- 2005: Bezaubernde Nanny
- 2006: Tatort
- 2005–2007: Schloss Einstein
- 2007: Was heißt hier Oma!
- 2008: Vertrauen ist alles
- 2011: Notruf Hafenkante – Hilfe für die Reiterstaffel
- 2011: Großstadtrevier
- 2012: Die Mongolettes – Wir wollen rocken!

## Synchronisierungsarbeiten

### Kinofilme
- 2002: Nenn mich einfach Axel
- 2002: Spider
- 2003: The Return
- 2004: Modigliani
- 2004: Spider-Man 2
- 2004: Schatten der Zeit
- 2004: Alexander
- 2004: The Butterfly-Effect
- 2004: Schatten der Zeit

### Fernsehserien
- Gundam Seed
- Lizzie McGuire
- Hey Arnold!, Enterprise
- Virgin of Liverpool
- Serious 7
- The Boy (Hauptrolle)
- Immediate Boarding
- White Chicks
- Fateless
- Football Factory
- Santa Trap

## Hörspiel
- 2000: Macius
- 2004: Schlossführung – Schloß Emeran / Audiobegleitung der Ausstellung